# Liste des monuments nationaux du district de Bragance
Cet article recense les monuments nationaux du district de Bragance, au Portugal.

## Liste
| Site                                           | Municipalité             | Identifiant | Coordonnées                        | Image |
| ---------------------------------------------- | ------------------------ | ----------- | ---------------------------------- | ----- |
| Castro de Sacóias (en)                         | Bragance                 | 70479       | 41° 51′ 47″ nord, 6° 41′ 25″ ouest |       |
| Église de Castro de Avelãs (pt)                | Bragance                 | 70573       | 41° 47′ 56″ nord, 6° 48′ 16″ ouest |       |
| Basilique Santo Cristo d'Outeiro (pt)          | Bragance                 | 70672       | 41° 41′ 01″ nord, 6° 36′ 02″ ouest |       |
| Château de Bragance                            | Bragance                 | 71125       | 41° 48′ 15″ nord, 6° 44′ 57″ ouest |       |
| Pilori de Bragance                             | Bragance                 | 71126       | 41° 48′ 15″ nord, 6° 44′ 58″ ouest |       |
| Domus Municipalis (pt)                         | Bragance                 | 71127       | 41° 48′ 13″ nord, 6° 44′ 56″ ouest |       |
| Antas de Vilarinho                             | Carrazeda de Ansiães     | 70231       | 41° 12′ 19″ nord, 7° 12′ 33″ ouest |       |
| Fraga pintada do Cachão da Rapa                | Carrazeda de Ansiães     | 70491       | 41° 11′ 52″ nord, 7° 23′ 33″ ouest |       |
| Château d'Ansiães (pt)                         | Carrazeda de Ansiães     | 70591       | 41° 12′ 10″ nord, 7° 18′ 20″ ouest |       |
| Église São Salvador d'Ansiães (pt)             | Carrazeda de Ansiães     | 70592       | 41° 12′ 09″ nord, 7° 18′ 18″ ouest |       |
| Pilori d'Ansiães (pt)                          | Carrazeda de Ansiães     | 70613       | 41° 11′ 33″ nord, 7° 18′ 21″ ouest |       |
| Pilori de Freixo de Espada à Cinta (pt)        | Freixo de Espada à Cinta | 70359       | 41° 05′ 23″ nord, 6° 48′ 29″ ouest |       |
| Église Matriz de Freixo de Espada à Cinta (pt) | Freixo de Espada à Cinta | 70360       | 41° 05′ 32″ nord, 6° 48′ 18″ ouest |       |
| Château de Freixo de Espada à Cinta (pt)       | Freixo de Espada à Cinta | 70453       | 41° 05′ 34″ nord, 6° 48′ 15″ ouest |       |
| Castro d'Aldeia Nova                           | Miranda do Douro         | 70172       | 41° 32′ 23″ nord, 6° 13′ 25″ ouest |       |
| Église de Miranda do Douro (pt)                | Miranda do Douro         | 70282       | 41° 29′ 36″ nord, 6° 16′ 25″ ouest |       |
| Pont de Torre de Dona Chama                    | Mirandela                | 70346       | 41° 39′ 56″ nord, 7° 08′ 44″ ouest |       |
| Pont sur le Tua (pt)                           | Mirandela                | 70533       | 41° 29′ 06″ nord, 7° 11′ 04″ ouest |       |
| Château de Penas Róias                         | Mogadouro                | 69828       | 41° 23′ 32″ nord, 6° 39′ 15″ ouest |       |
| Château de Mogadouro (pt)                      | Mogadouro                | 70650       | 41° 20′ 17″ nord, 6° 43′ 14″ ouest |       |
| Église Matriz de Torre de Moncorvo             | Torre de Moncorvo        | 70555       | 41° 10′ 37″ nord, 7° 03′ 26″ ouest |       |
| Église Matriz de Adeganha                      | Torre de Moncorvo        | 70571       | 41° 16′ 38″ nord, 7° 03′ 25″ ouest |       |
| Vila Velha de Santa Cruz                       | Torre de Moncorvo        | 70572       | 41° 16′ 38″ nord, 7° 03′ 25″ ouest |       |
| Château de Vinhais (pt)                        | Vinhais                  | 70570       | 41° 50′ 06″ nord, 7° 00′ 01″ ouest |       |